# ポルトローナ・フラウ
ポルトローナ・フラウ（Poltrona Frau）は、イタリアの高級家具メーカー。

## 概要

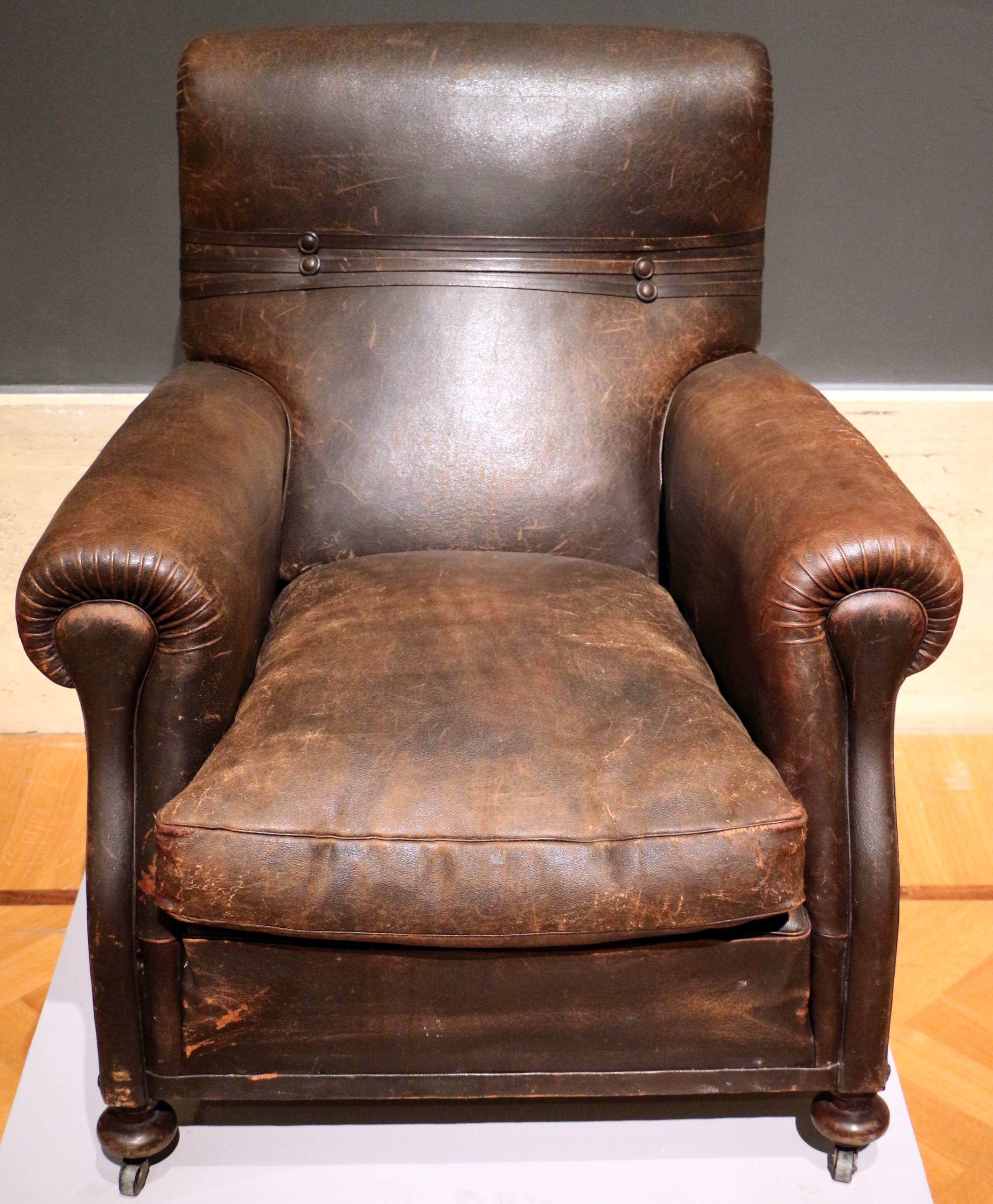
Model 177, 1915

1912年にトリノでレンツォ・フラウにより創業された。草創期より、革張りのアームチェアやソファの製作を中心に展開し、その高い品質が評価され、1926年にはサヴォイア家から王室御用達指名を受ける。その頃からイタリアの豪華客船のインテリアなど数々を手掛ける。高い技術を有した熟練職人が「ペレ・フラウ」と呼ばれる高品質な革をふんだんに使用して作る高級なソファは、デザインも高い評価を受けている。
1980年代には自動車業界にも参入。イタリアのランチア・テーマ8.32のインテリアデザイン・製作を契機に、高級乗用車、ホテル、航空機のファーストクラスなどのインテリアを手がけるなど、高級・高品質なブランドイメージを生かし幅広く事業を展開している。
イタリアの著名な高級家具メーカーであるカッシーナやカッペリーニなどを傘下におさめるグループ企業体でもある。

## 代表作
- バニティ・フェア（アームチェア）
- チェスター（アームチェア）

## フラウを採用した主な企業

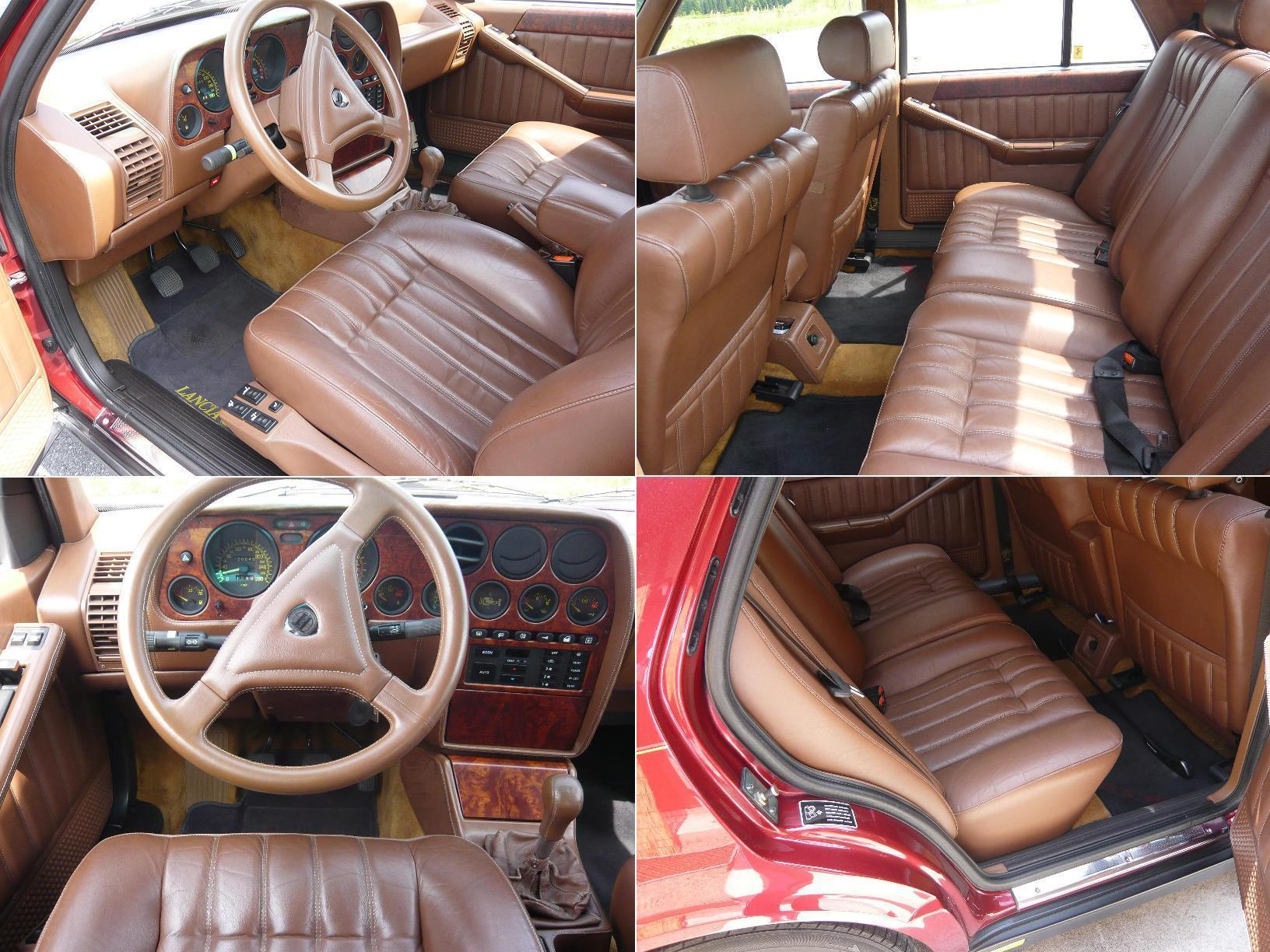
ランチア・テーマ8.32 インテリア

### 自動車メーカー
- ランチア - 同社の全ての車種にて標準、またはオプション設定
- フェラーリ - 本革シート採用車全て
- ランボルギーニ - シアン
- アルファロメオ - 159、8Cコンペティツィオーネ、MiToなど
- ブガッティ - ヴェイロン
- マセラティ - クアトロポルテなど
- クライスラーグループ - クライスラー・300（姉妹車のランチア・テーマも含む）
- 日産 - レパードJ.フェリー（オプション）

### オートバイメーカー
- モト・グッツィ - カリフォルニアEV80ポルトローナ・フラウのシート、パニアケース等に採用

### 航空会社
- 日本航空 - JALファーストクラス
- シンガポール航空 - ファーストクラス・スイート
- エティハド航空 - ダイアモンド・ファーストクラス